# La Traversée (film, 2018)
Pour les articles homonymes, voir La Traversée.
Pour plus de détails, voir Fiche technique et Distribution.
La Traversée est un documentaire français de Romain Goupil et Daniel Cohn-Bendit sorti en 2018.

## Synopsis
Pour célébrer les cinquante ans de Mai 68, Daniel Cohn-Bendit et Romain Goupil parcourent les routes de France à la rencontre de Français de toutes conditions (dockers, éleveurs, pêcheurs, agriculteurs, personnel hospitalier, migrants, policiers, industriels, prisonniers...) pour recueillir leurs avis sur des sujets variés (immigration, emploi, Europe, société...).

## Fiche technique
- Titre français : La Traversée
- Réalisation : Romain Goupil, "rêvé" par Daniel Cohn-Bendit
- Production : Georges-Marc Benamou
- Direction de production : Élisabeth Mergui-Rampazzo
- Image : Valéry Gaillard, Romain Goupil
- Montage : Sandie Bompar, Claire Le Villain
- Musique : Rodolphe Burger
- Genre : documentaire
- Durée : 105 minutes
- Pays :  France
- Dates de sortie : 2018

## Distribution
- Daniel Cohn-Bendit
- Romain Goupil
- Éric Piolle, maire de Grenoble
- Pierre-André de Chalendar, président-directeur général du groupe Saint-Gobain
- Emmanuel Macron, président de la République française
- Michel Wieviorka, sociologue
- Robert Ménard, maire de Béziers
- José Bové

## Réception critique
Pour Marie-Noëlle Tranchant du Figaro, le documentaire qui a pour ambition de montrer l'état de la France en 2017, raconte essentiellement « la vie de deux soixante-huitards sur le retour » qui « s'autocélèbrent ». Pour Alexandre Le Drollec de L'Obs, le film contient « quelques séquences habiles et impertinentes », mais « traîne en longueur ».

## Remarques
- Le film a été présenté au festival de Cannes, hors-compétition, le 18 mai 2018[3],[4].
- Avant sa sortie en salle, il a été diffusé à la télévision (le 21 mai sur France 5).
- On retrouve dans le reportage (en 1h18) la proximité de Daniel Cohn-Bendit et Romain Goupil avec Emmanuel Macron dont ils sont des visiteurs réguliers[5].